# ۳٬۲-دی‌متیل‌بوتان
۳،۲-دی‌متیل‌بوتان (به انگلیسی: 2,3-Dimethylbutane) یک ترکیب شیمیایی با شناسه پاب‌کم ۶۵۸۹ است. شکل ظاهری این ترکیب، مایع شفاف بی‌رنگ است.